# Бусаков, Батыр Мамедович
Батыр Мамедович Бусаков (туркм. Batyr Busakow; 1957, Ашхабад — 7 января 2024) — туркменский государственный деятель.

## Образование и специальность
Образование высшее.
В 1986 году окончил Туркменский государственный университет, по специальности — юрист.

## Карьера
Трудовую деятельность начал в 1974 году в типографии Академии наук Туркменистана. Далее работал в Комитете государственной безопасности Туркменистана и заместителем начальника Службы безопасности Президента Туркменистана.
- 05.2002 — 10.09.2002 — заместитель министра внутренних дел Туркменистана.

- 10.09.2002 — 28.11.2003 — министр национальной безопасности Туркменистана.

- C 28.11.2003 — заместитель начальника Государственной службы Туркменистана по регистрации иностранных граждан.

Информация о дальнейшей карьере Б. Бусакова не публиковалось.

## После отставки
В 2013 году проживает с семьей в городе Байрам-Али Марыйского велаята.

## Награды и звания
- медаль «За любовь к Отечеству»
- орден «Туркменбаши» (24.01.2003) — за особые заслуги перед Туркменистаном и его народом, большие успехи в укреплении национальной безопасности государства, образцовое руководство при выполнении специального поручения Президента Туркменистана по раскрытию террористического акта, совершенного 25 ноября 2002 года.

### Воинские звания
- полковник
- генерал-майор (24.01.2003)

## Семья
- жена — Анна Бусакова (Атаева)
  - дочь — Динара
    - внучка — Лаура
    - внук — Самвел

  - сын — Арслан
    - внучка — Аиша
    - внучка — Айлин
    - внучка — Малика

  - дочь — Сельби